# Brachypoda pilositarsa
Brachypoda pilositarsa är en kvalsterart som först beskrevs av Herbert Habeeb 1953.  Brachypoda pilositarsa ingår i släktet Brachypoda och familjen Axonopsidae. Inga underarter finns listade.